# Боннар, Анри
Анри Боннар (фр. Henri Bonnart; 18 ноября 1642, Париж — 13 ноября 1711, там же) — французский гравёр и издатель. Один из основоположников печати моды.

## Биография

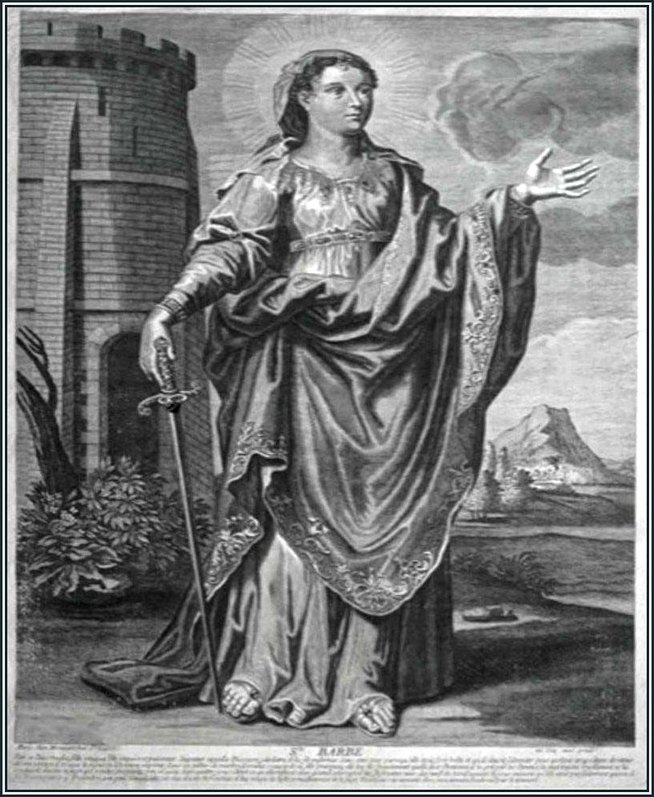
Варвара Илиопольская. Гравюра большого формата работы Анри Боннара, 1690

Анри Боннар родился в семье художника и гравёра Анри Боннара (старшего) и его жены Маргерит Мартин (Marguerite Martin). Кроме него в семье было ещё три брата — Николя, Роберт и Жан-Батист Боннар, занимавшихся семейным гравёрным бизнесом.
Он получил образование художника в Академии Святого Луки (Париж)
17 апреля 1671. По окончании академии продолжал выполнять гравёрные заказы своего отца, а также помогал содержать семейный специализированный магазин, пока не открыл свой собственный на улице Сен-Жак. Это произошло около 1680 года. С этого периода появились гравёрные пластины с ссылкой на магазин Анри Боннара.
Он женился на Мари Мадлен Пьер и имел двух сыновей и дочь, из которых выжил только старший сын Жан Батист Анри Боннар.
Впоследствии стал ректором Академии Святого Луки (Париж). Умер в Париже в 1711 году. После смерти семейный гравёрный бизнес продолжил его сын Жан Батист Анри Боннар.

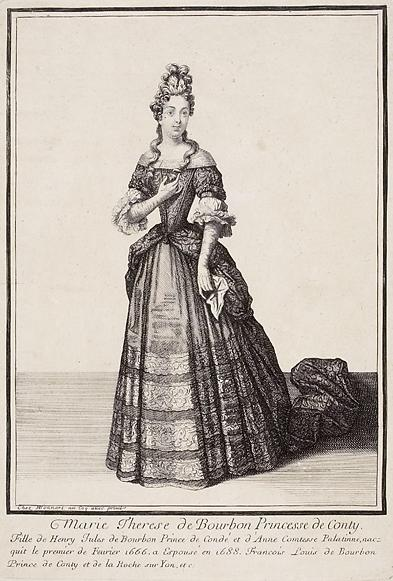
Портрет Марии Терезы де Бурбон. Гравюра работы Анри Боннара, ок. 1690

## Творчество
Французский художественный критик Жан-Бернар Ле Блан приписывает ему более двухсот гравёрных работ, в том числе большого формата, из которых 20 — на религиозные темы, 46 портретов и 165 изображений костюмов. Вероятно, им было выполнено несколько пейзажных работ. Кроме этого он был известен как художник, а также как редактор и издатель чужих работ. Однако исполненные им художественные работы до наших дней практически не сохранились. Среди отпечатанных чужих работ более пятисот принадлежат его отцу Роберу Боннару, помеченных меткой R.B. или «Robert Bonnart del.».
Анри Боннара, как и его старшего брата Николя, принято считать одним из основоположников печати моды. Их многочисленные гравёрные работы с изображением костюмов эпохи были чрезвычайно популярны в XVIII веке. Они были известны далеко за пределами Франции и даже Европы и являлись одним из немногих источников информации о европейской моде даже в Китае. Так, исследования, проведённые куратором лондонского музея Виктории и Альберта, показали, что одна из фарфоровых фигурок турецкой танцовщицы, созданная около 1740 года, была выполнена по изображению турецкого костюма работы Анри Боннара.

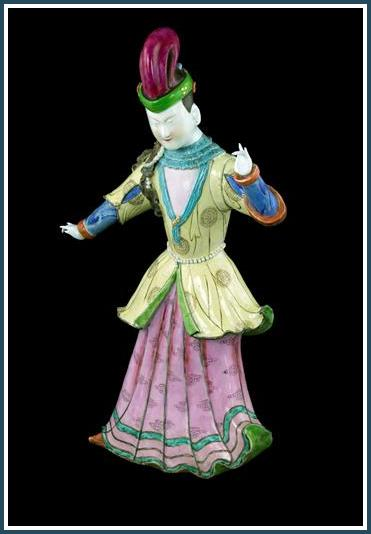
Китайская фарфоровая фигурка турецкой танцовщицы по гравюре Анри Боннара, 1740

Гравёрные работы Анри Боннара, свидетельствующие о его высоком мастерстве, хранятся во многих государственных музеях и частных собраниях Европы и США, однако основная их часть находится в Национальной библиотеки Франции,